# La Croisille-sur-Briance
Pour les articles homonymes, voir Croisille et Briance.
La Croisille-sur-Briance (La Crosilha en occitan) est une commune française située dans le département de la Haute-Vienne, en région Nouvelle-Aquitaine.
Ses habitants sont appelés les Crouzillauds.

## Géographie

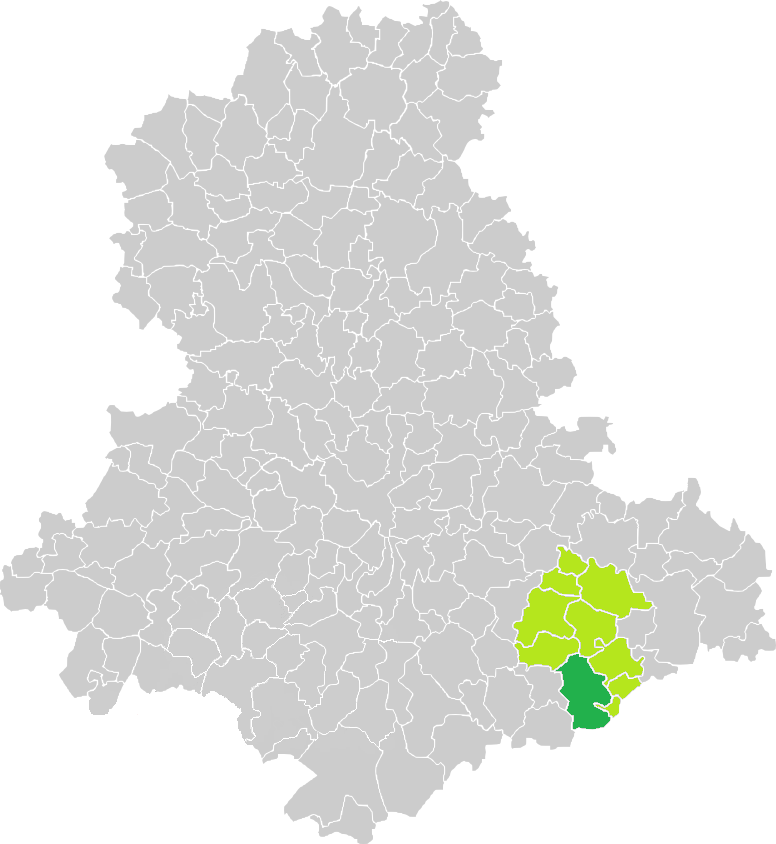
Situation de la commune de La Croisille-sur-Briance en Haute-Vienne.

La commune est située au pied du mont Gargan, sur la bordure occidentale du plateau de Millevaches et nord-ouest du Massif central, dans le sud-est de la Haute-Vienne. C'est une commune limitrophe avec le département de la Corrèze.
| Saint-Méard             | Châteauneuf-la-Forêt     | Sussac                                           |
| Saint-Vitte-sur-Briance | La Croisille-sur-Briance | Saint-Gilles-les-Forêts                          |
| La Porcherie            | Meilhards (Corrèze)      | Surdoux, Chamberet (Corrèze, par un quadripoint) |

### Climat
Pour des articles plus généraux, voir Climat de la Nouvelle-Aquitaine et Climat de la Haute-Vienne.
Historiquement, la commune est exposée à un climat océanique limousin.  
En 2020, Météo-France publie une typologie des climats de la France métropolitaine dans laquelle la commune est dans une zone de transition entre le climat océanique altéré et le climat de montagne et est dans la région climatique  Ouest et nord-ouest du Massif Central, caractérisée par une pluviométrie annuelle de 900 à 1 500 mm, maximale en automne et en hiver.
Pour la période 1971-2000, la température annuelle moyenne est de 10,7 °C, avec une amplitude thermique annuelle de 14,6 °C. Le cumul annuel moyen de précipitations est de 1 247 mm, avec 13,3 jours de précipitations en janvier et 8,3 jours en juillet. Pour la période 1991-2020, la température moyenne annuelle observée sur la station météorologique la plus proche, située sur la commune de Saint-Germain-les-Belles à 7,02 km à vol d'oiseau, est de 0,0 °C et le cumul annuel moyen de précipitations est de 0,0 mm,. Pour l'avenir, les paramètres climatiques de la commune estimés pour 2050 selon différents scénarios d'émission de gaz à effet de serre sont consultables sur un site dédié publié par Météo-France en novembre 2022.

## Urbanisme

### Typologie
Au 1er janvier 2024, La Croisille-sur-Briance est catégorisée commune rurale à habitat très dispersé, selon la nouvelle grille communale de densité à sept niveaux définie par l'Insee en 2022.
Elle est située hors unité urbaine. Par ailleurs la commune fait partie de l'aire d'attraction de Limoges, dont elle est une commune de la couronne,. Cette aire, qui regroupe 127 communes, est catégorisée dans les aires de 200 000 à moins de 700 000 habitants,.

### Occupation des sols
L'occupation des sols de la commune, telle qu'elle ressort de la base de données européenne d’occupation biophysique des sols Corine Land Cover (CLC), est marquée par l'importance des territoires agricoles (64,6 % en 2018), une proportion sensiblement équivalente à celle de 1990 (64,4 %). La répartition détaillée en 2018 est la suivante : 
prairies (57,6 %), forêts (33,4 %), zones agricoles hétérogènes (7 %), milieux à végétation arbustive et/ou herbacée (1,1 %), zones urbanisées (0,9 %). L'évolution de l’occupation des sols de la commune et de ses infrastructures peut être observée sur les différentes représentations cartographiques du territoire : la carte de Cassini (XVIIIe siècle), la carte d'état-major (1820-1866) et les cartes ou photos aériennes de l'IGN pour la période actuelle (1950 à aujourd'hui).

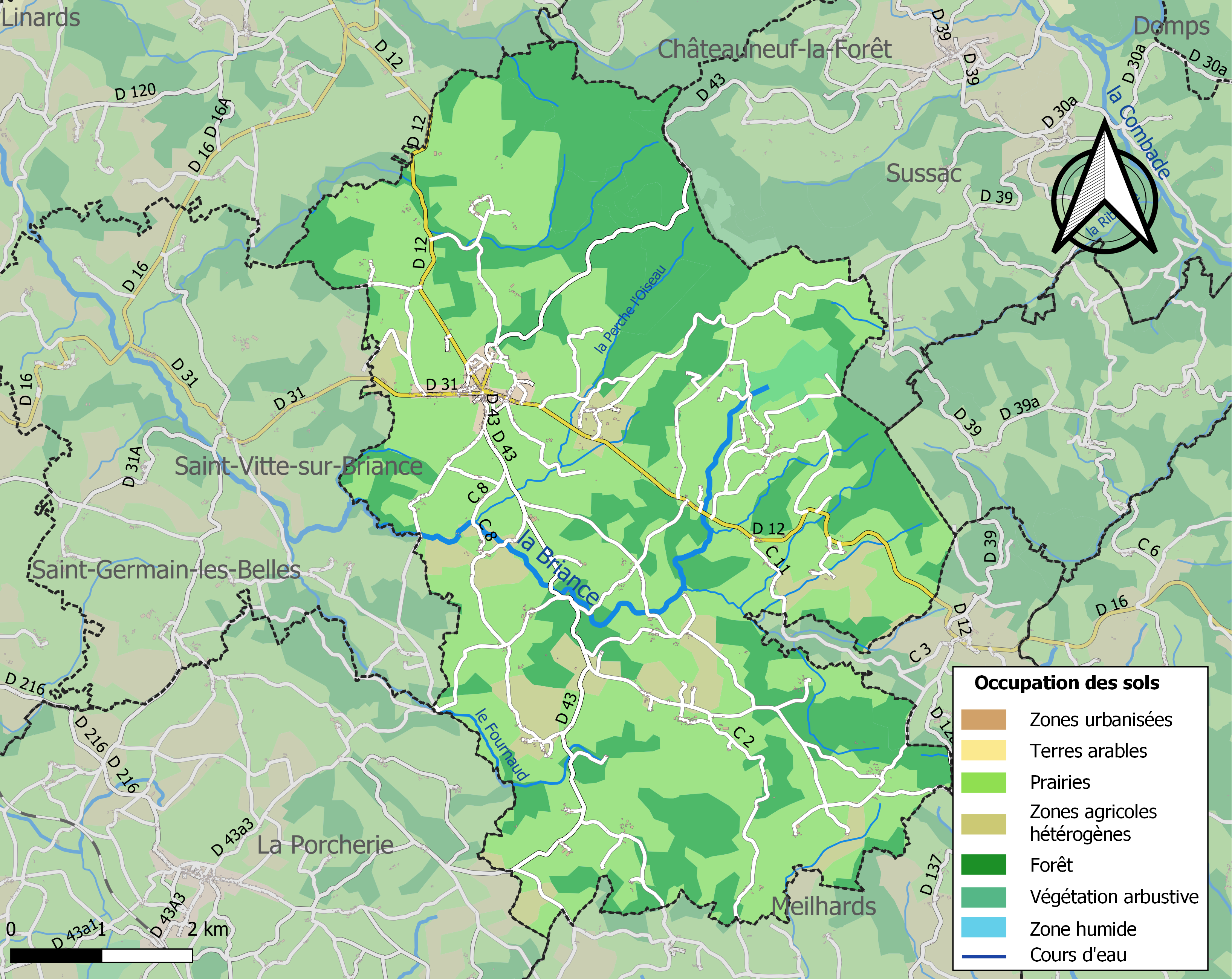
Carte des infrastructures et de l'occupation des sols de la commune en 2018 (CLC).

### Risques majeurs
Le territoire de la commune de La Croisille-sur-Briance est vulnérable à différents aléas naturels : météorologiques (tempête, orage, neige, grand froid, canicule ou sécheresse) et séisme (sismicité très faible). Il est également exposé à un risque particulier : le risque de radon. Un site publié par le BRGM permet d'évaluer simplement et rapidement les risques d'un bien localisé soit par son adresse soit par le numéro de sa parcelle.

#### Risques naturels

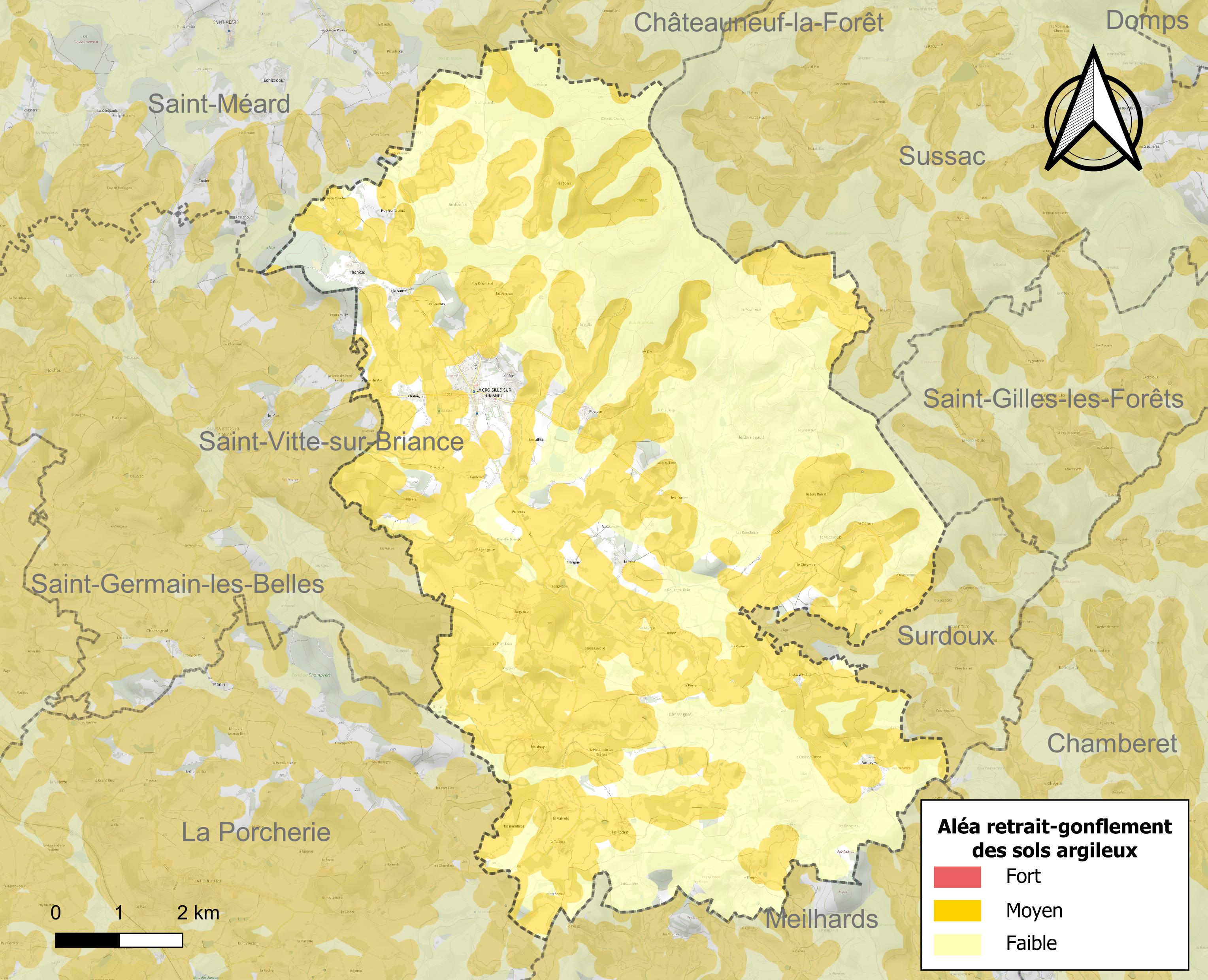
Carte des zones d'aléa retrait-gonflement des sols argileux de La Croisille-sur-Briance.

Le retrait-gonflement des sols argileux est susceptible d'engendrer des dommages importants aux bâtiments en cas d’alternance de périodes de sécheresse et de pluie. 53,4 % de la superficie communale est en aléa moyen ou fort (27 % au niveau départemental et 48,5 % au niveau national métropolitain). Depuis le 1er octobre 2020, en application de la loi ÉLAN, différentes contraintes s'imposent aux vendeurs, maîtres d'ouvrages ou constructeurs de biens situés dans une zone classée en aléa moyen ou fort,.
La commune a été reconnue en état de catastrophe naturelle au titre des dommages causés par les inondations et coulées de boue survenues en 1982 et 1999 et par des mouvements de terrain en 1999.

#### Risque particulier
Dans plusieurs parties du territoire national, le radon, accumulé dans certains logements ou autres locaux, peut constituer une source significative d’exposition de la population aux rayonnements ionisants. Selon la classification de 2018, la commune de La Croisille-sur-Briance est classée en zone 3, à savoir zone à potentiel radon significatif.

## Toponymie
L'étymologie est en rapport avec la croix, pas forcément religieuse, mais désignant un croisement de routes. Cruzilla est un diminutif, de l'oïl croisille signifiant « petite croix ». En 1137, un texte évoque la parofia de la crozilla (paroisse de La Croisille).

## Histoire
À partir du Ve siècle av. J.-C., les Gaulois Lémovices exploitèrent une demi-douzaine de mines d'or dans le sud de la commune actuelle, au sein du district minier de Saint-Yrieix-la-Perche. L’exploitation de ces mines a été arrêtée après la conquête romaine.
La commune regroupait dans ses 62 écarts et son bourg 1 850 habitants en 1936. Elle comptait vers 1940 : 13 cafés-buvettes, 13 hôtels-restaurants, 2 bouchers, 2 boulangers, 3 agents d'assurance, 2 garagistes, 7 couturières, 3 marchands de cycles et « tout un peuple d'artisans ». Les radiales qui s'échappent de la place principale sont bordées de maisons neuves et de villas datées par leur style, leurs ouvertures, leurs ferronneries et leur agencement général... 
En 1939, la commune accueille les réfugiés alsaciens d'Offendorf.
Le 18 juillet 1944 Les premiers accrochages débutèrent sur la commune de La Croisille et ensuite de violents combats se déroulèrent sur le Mont Gargan et autour de sa chapelle. En fin d’après-midi, face aux armes lourdes allemandes de la Brigade Jesser, épaulés de la 2ème Cohorte de la Milice française, sous les ordres de Jean de Vaugelas la position du Mont Gargan tombe. Une brèche est alors ouverte en direction de la commune de Sussac, qui est atteinte par les Allemands dès le 19 juillet, et d’Eymoutiers, occupé à partir du 23 juillet. Après plusieurs jours de ratissage, les troupes allemandes se retirent faute de moyens pour s’implanter à demeure.
Cette bataille du Mont Gargan est la plus sévère livrée par les hommes de Georges Guingouin.

## Politique et administration

### Liste des maires
| Période                                  | Période  | Identité            | Étiquette | Qualité |
| ---------------------------------------- | -------- | ------------------- | --------- | ------- |
| Les données manquantes sont à compléter. |          |                     |           |         |
| mars 2001                                | 2008     | Monique Daude       |           |         |
| mars 2008                                | En cours | Jean-Gérard Didiere | PS        |         |

## Démographie
L'évolution du nombre d'habitants est connue à travers les recensements de la population effectués dans la commune depuis 1793. Pour les communes de moins de 10 000 habitants, une enquête de recensement portant sur toute la population est réalisée tous les cinq ans, les populations de référence des années intermédiaires étant quant à elles estimées par interpolation ou extrapolation. Pour la commune, le premier recensement exhaustif entrant dans le cadre du nouveau dispositif a été réalisé en 2007.

En 2022, la commune comptait 690 habitants, en évolution de +3,76 % par rapport à 2016 (Haute-Vienne : −0,68 %, France hors Mayotte : +2,11 %).
| 1793  | 1800  | 1806  | 1821  | 1831  | 1836  | 1841  | 1846  | 1851  |
| ----- | ----- | ----- | ----- | ----- | ----- | ----- | ----- | ----- |
| 1 695 | 1 729 | 1 642 | 2 065 | 1 980 | 2 117 | 2 022 | 2 163 | 2 071 |

| 1856  | 1861  | 1866  | 1872  | 1876  | 1881  | 1886  | 1891  | 1896  |
| ----- | ----- | ----- | ----- | ----- | ----- | ----- | ----- | ----- |
| 2 016 | 2 014 | 2 076 | 2 030 | 2 064 | 2 159 | 2 269 | 2 344 | 2 361 |

| 1901  | 1906  | 1911  | 1921  | 1926  | 1931  | 1936  | 1946  | 1954  |
| ----- | ----- | ----- | ----- | ----- | ----- | ----- | ----- | ----- |
| 2 357 | 2 333 | 2 225 | 1 903 | 1 935 | 1 847 | 1 803 | 1 604 | 1 415 |

| 1962  | 1968  | 1975  | 1982 | 1990 | 1999 | 2006 | 2007 | 2012 |
| ----- | ----- | ----- | ---- | ---- | ---- | ---- | ---- | ---- |
| 1 302 | 1 138 | 1 025 | 815  | 701  | 700  | 704  | 704  | 701  |

| 2017 | 2022 | - | - | - | - | - | - | - |
| ---- | ---- | - | - | - | - | - | - | - |
| 641  | 690  | - | - | - | - | - | - | - |

## Culture locale et patrimoine

### Lieux et monuments
- Église paroissiale Saint-Pierre. Elle est inscrite à l'Inventaire général du patrimoine culturel[29].
- Château de la Vialle[30] : détruit par un incendie en 1899, il a été  reconstruit sous la forme actuelle, début 1er quart XXe siècle.

### Héraldique
|  | Les armoiries de La Croisille-sur-Briance se blasonnent ainsi : Écartelé: aux 1er et 4e d'azur au sautoir d'or cantonné de quatre tours d'argent ouvertes et ajourées du champ, aux 2e et 3e d'or à trois pals de gueules, chacun chargé de trois étoiles d'argent; à la croix estrée d'argent brochant sur la partition. |

## Personnalités liées à la commune
- Jean Chassagne, pilote automobile de 1910 à 1930.
- René Regaudie est un homme politique français, né le 14 avril 1908 à La Croisille-sur-Briance et décédé le 23 janvier 2000 à Altkirch (Haut-Rhin). Il était pharmacien. Il fut maire de Châteauneuf-la-Forêt de 1935 à 1971, conseiller général du canton de Châteauneuf-la-Forêt de 1935 à 1942 et de 1945 à 1982 (il fut président du conseil général de la Haute-Vienne de 1955 à 1982) et député de la Haute-Vienne en 1946 à 1973.

## Pour approfondir